# Futeau
Futeau é uma comuna francesa na região administrativa de Grande Leste, no departamento de Meuse. Estende-se por uma área de 1,73 km². Em 2010 a comuna tinha 158 habitantes (densidade: 91,3 hab./km²).